# Mont-Noble
Mont-Noble es una comuna suiza del cantón del Valais, localizada en el distrito de Hérens. 
La comuna es el resultado de la fusión el 1 de enero de 2011 de las antiguas comuna de Mase, Nax y Vernamiège.

## Historia
El 24 de febrero de 2008, había caído al agua la fusión de las tres comunas de Mase, Nax y Vernamiège. Nax y Mase dijeron Si, mientras que Vernamiège rechazó la propuesta con 67 votos contra 61 por el Si. Una segunda votación fue realizada el 7 de septiembre de 2008, en la que las tres comunas aceptaron la fusión que es efectiva desde el 1 de enero de 2011, la nueva comuna lleva el nombre de Mont-Noble.

## Geografía
Mont-Noble se encuentra situada en la entrada del Val d'Hérens, a orillas del río Borgne y en cercanía de la planicie del río Ródano. La comuna limita al noroeste con la comuna de Sion, al noreste con Grône, al sureste con Anniviers, al sur con Saint-Martin, y al oeste con Vex.

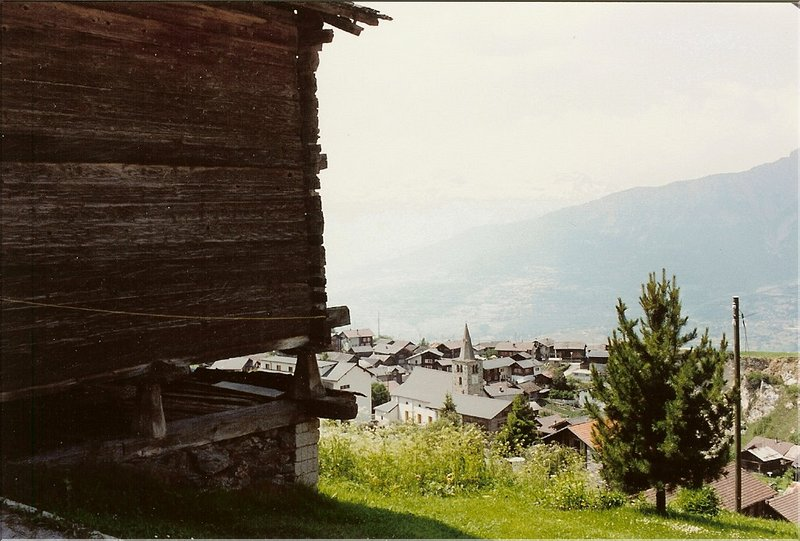
Vista de la localidad de Nax.